# 명인전 (장기)
명인전(名人戰)은 1990년에 일간스포츠에서 창설한 대한민국의 장기 기전이다. 처음엔 장기왕좌전(將棋王座戰)이란 명칭을 사용하였으나, 나중에 명인전으로 명칭을 바꾸었다. 14회와 15회. 16회 명인전은 브레인TV에 방영되었다.

## 역대 명인전 우승자
| 횟수 | 년도   | 우승   | 준우승 |
| ---- | ------ | ------ | ------ |
| 1회  | 1990년 | 황문수 | 남상은 |
| 2회  | 1991년 | 황문수 | 성우제 |
| 3회  | 1992년 | 송종일 | 이양근 |
| 4회  | 1993년 | 이남춘 | 최종윤 |
| 5회  | 1994년 | 송종일 | 이일훈 |
| 6회  | 1995년 | 송종일 | 김경중 |
| 7회  | 1996년 | 김경중 | 송종일 |
| 8회  | 1997년 | 김경중 | 김권윤 |
| 9회  | 1999년 | 신대순 | 김경중 |
| 10회 | 2000년 | 신대순 | 김경중 |
| 11회 | 2001년 | 김경중 | 신대순 |
| 12회 | 2002년 | 조용희 | 김경중 |
| 13회 | 2003년 | 황문수 | 조용희 |
| 14회 | 2005년 | 황문수 | 이양근 |
| 15회 | 2007년 | 김기영 | 황문수 |
| 16회 | 2013년 | 강창호 | 전만황 |